# Echinaster brasiliensis
Echinaster brasiliensis är en sjöstjärneart som beskrevs av Müller och Franz Hermann Troschel 1842. Echinaster brasiliensis ingår i släktet Echinaster och familjen krullsjöstjärnor. Inga underarter finns listade i Catalogue of Life.